# Muhamed Memić
Muhamed Memić (Servisch: Мухамед Мемић) (Derventa, 2 september 1960) is een voormalig Bosnisch handballer.
Op de Olympische Spelen van 1988 in Seoel won hij de bronzen medaille met Joegoslavië.
Mirko Bašić · Jožef Holpert · Boris Jarak · Slobodan Kuzmanovski · Muhamed Memić · Alvaro Načinović · Goran Perkovac · Zlatko Portner · Iztok Puc · Rolando Pušnik · Momir Rnić · Zlatko Saračević · Irfan Smajlagić · Ermin Velić · Veselin Vujović